# Arnex-sur-Orbe
Arnex-sur-Orbe – miejscowość i gmina (commune) w zachodniej Szwajcarii, w kantonie Vaud, w okręgu (district) Jura-Nord vaudois.    

## Demografia
W Arnex-sur-Orbe mieszka 691 osób. W 2021 roku 14,6% populacji gminy stanowiły osoby urodzone poza Szwajcarią.

## Transport
Przez teren gminy przebiegają drogi główne nr 9 i nr 133.